# Assyria

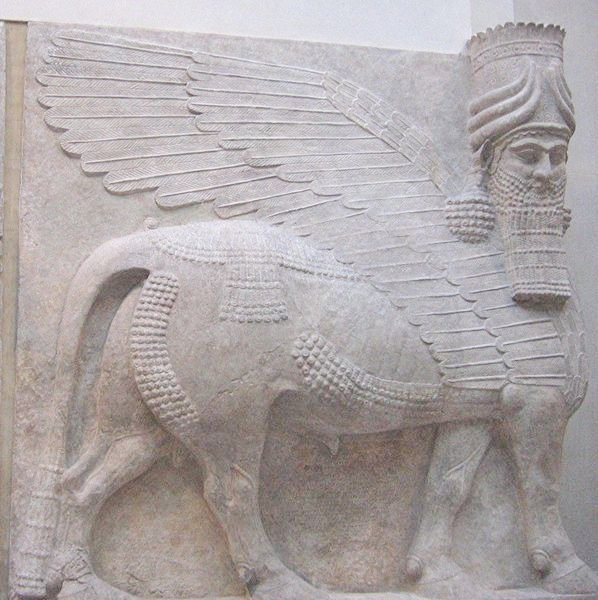
Tấm tượng quái vật bảo vệ mình bò có cánh, đầu người tại cung điện của Sargon II.

Assyria là một vương quốc của người Akkad, ban đầu tồn tại với tư cách nhà nước từ cuối thế kỷ 25 hoặc đầu thế kỉ 24 trước Công nguyên đến năm 608 trước Công nguyên  với trung tâm ở thượng nguồn sông Tigris, phía bắc Lưỡng Hà (ngày nay là miền bắc Iraq), về sau vươn lên trở thành một đế quốc thống trị khu vực một vài lần trong lịch sử. Nó được đặt tên theo kinh đô ban đầu của nó, thành phố cổ Assur (tiếng Akkad: 𒀸 𒋗 𒁺 𐎹 Aššūrāyu; tiếng Aramaic: אתור Aṯur, tiếng Do Thái: אַשּׁוּר Aššûr; tiếng Ả Rập: آشور Āšūr). Assyria được cũng đôi khi được gọi là Subartu, và sau khi nó sụp đổ, từ năm 605 trước Công nguyên cho đến cuối thế kỷ 7, nó được gọi với các tên khác như Athura, Syria (tiếng Hy Lạp), Assyria (tiếng Latin) và Assuristan. Người Assyria Thiên chúa giáo hiện nay là một dân tộc thiểu số ở miền bắc Iraq, phía đông bắc Syria, đông nam Thổ Nhĩ Kỳ và phía tây bắc Iran là con cháu của người Assyria cổ xưa 
Assyria vào buổi ban đầu vốn chỉ là một tiểu quốc của người Akkad. Từ cuối thế kỷ 24 trước Công nguyên, các vị vua Assyria chắc chắn chỉ là các vị vua địa phương, và lệ thuộc vua Sargon của Akkad, người đã thống nhất tất cả các cư dân nói tiếng Akkad ở Lưỡng Hà vào Đế chế Akkad kéo dài từ năm 2334 trước Công nguyên đến năm 2154 trước Công nguyên.
Trong giai đoạn Cổ Assyria vào đầu thời kỳ đồ đồng, Assyria đã là một vương quốc phía bắc vùng Lưỡng Hà (miền bắc Iraq ngày nay), ban đầu nó cạnh tranh sự thống trị khu vực này với những tiểu quốc Sumer-Akkad đồng bào của họ ở miền nam Lưỡng Hà, ngoài ra còn với người Hatti và người Hurri phía bắc ở Tiểu Á, người Guti về phía đông dãy núi Zagros và người Eblaite và người Amorite sau này ở miền Cận Đông về phía tây. Trong thế kỷ 20 trước Công nguyên, nó đã thành lập các thuộc địa ở Tiểu Á, và dưới thời vua Ilushuma, nó đã khẳng định sự thống trị của mình trên toàn bộ miền nam Lưỡng Hà. Từ cuối thế kỷ 19 TCN, Assyria đã tham gia vào cuộc chiến với nhà nước Babylon mới được thành lập mà cuối cùng đã làm lu mờ hoàn toàn các quốc gia Sumer-Akkad ở phía nam. Assyria đã trải qua giai đoạn vận mệnh thất thường trong thời kì Trung Assyria. Assyria đã có một khoảng thời gian trở thành một đế chế dưới thời Shamshi-Adad I và Ishme-Dagan trong thế kỷ 19 và 18 trước Công nguyên. Sau này nó trải qua một giai đoạn ngắn nằm dưới sự thống trị của Babylon và người Mitanni-Hurri trong thế kỷ 18 và 15 trước Công nguyên tương ứng, và trải qua một thời kì cực kì hùng mạnh và trở thành một cường quốc từ năm 1365 TCN đến năm 1076 TCN, bao gồm các Triều đại của các vị vua vĩ đại như Ashur uballit I, Arik-den-ILI, Tukulti-Ninurta I và Tiglath-Pileser I. Bắt đầu với các chiến dịch của Adad-nirari II vào năm 911 TCN, nó một lần nữa trở thành một siêu cường trong hơn 3 thế kỷ tiếp theo, lật đổ Triều đại thứ 25 của Ai Cập và chinh phục Ai Cập,Babylon, Elam, Urartu / Armenia, Media, Ba Tư, Mannea, Gutium, Phoenicia / Canaan, Aramea (Syria), Arabia, Israel, Judah, Edom, Moab, Samarra, Cilicia, Cộng hòa Síp, Chaldea, Nabatea, Commagene, Dilmun và người Hurrian, Sutu và Tân-Hittite, đánh đuổi người Ethiopia và người Nubia khỏi Ai Cập, đánh bại người Cimmeria và Scythia và đòi hỏi cống nạp từ Phrygia, Magan và Punt. Sau khi nó sụp đổ, (giữa năm 612 TCN và 605 TCN), Assyria tồn tại như một tỉnh và một đơn vị địa chính trị dưới sự cai trị của người Babylon, Medes, Achaemenid, Seleucid, Parthia, La Mã và đế quốc Sassanid cho đến tận cuộc xâm lược và chinh phục Lưỡng Hà của người Hồi giáo Ả Rập vào giữa thế kỷ thứ 7 sau Công nguyên, khi nó cuối cùng đã bị giải thể

## Lịch sử thời kì đầu

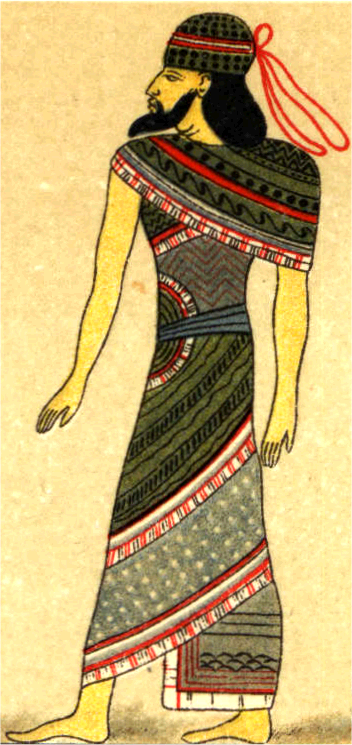
Người Assyria 1400 năm TCN.

Vào thời tiền sử, khu vực này là quê hương một nền văn hóa của người Neanderthal như những gì đã được tìm thấy tại hang Shanidar. Những di chỉ đầu tiên của thời kỳ đồ đá mới ở Assyria là văn hóa Jarmo khoảng năm 7100 trước Công nguyên và Tell Hassuna, trung tâm của nền văn hóa Hassuna, vào khoảng năm 6000 TCN.
Thành phố Assur (Ashur) đa tồn tại từ trước giữa thiên niên kỷ thứ ba trước Công nguyên (khoảng năm 2600 - 2500 trước Công nguyên), mặc dù nó dường như đã là một trung tâm cai trị của người Sumer tại thời điểm này chứ không phải là một nhà nước độc lập. Những vị vua Assyrian chứng thực sớm nhất là vào cuối thế kỉ 25 đầu thế kỷ 24 trước Công nguyên, bắt đầu với Tudiya. Trong thời kì Đế chế Akkad (2334-2154 TCn) Assyria, giống như tất cả các dân tộc Akkad khác, đều lệ thuộc vào Triều đại Akkad. Tên gọi Azuhinum trong ghi chép của người Akkad cũng dường như để chỉ chính Assyria. Trong thời kì Đế chế Akkad, thành phố Ashur là một trung tâm hành chính khu vực của đế chế. Tuy nhiên, vào cuối Triều đại Sargon Đại Đế, người Assyria đã nổi dậy chống lại ông ta.
Đế chế Akkad đã bị hủy diệt bởi sự suy giảm kinh tế, xung đột nội bộ và cuộc xâm lăng của người man rợ Guti trong năm 2154 trước Công nguyên. Các vị vua của Assyria,trong khoảng thời gian giữa năm 2154 trước Công nguyên và năm 2112 trước Công nguyên, có thể đã một lần nữa hoàn toàn độc lập vì người Guti chỉ được biết đến là đã cai quản miền nam Lưỡng Hà. Assyria sau đó đã trở thành một phần Đế chế của người Sumer, Triều đại thứ ba của Ur, thành lập vào năm 2112 trước Công nguyên, và hầu như vẫn nằm dưới sự thống trị của người Sumer cho đến giữa thế kỷ 21 trước Công nguyên.

## Thời kì Cổ Assyria
Giai đoạn lịch sử sơ khai của vương quốc Assyria vốn ít được biết đến. Trong Danh sách các vị vua Assyria, vị vua đầu tiên được ghi nhận là Tudiya. Ông sống cùng thời với Ibrium của Ebla, người đã sống giai đoạn cuối thế kỷ 25 hoặc đầu thế kỉ 24TCN, theo danh sách vua. Tudiya đã ký kết một hiệp ước với Ibrium về vấn đề sử dụng một trạm buôn bán ở Cận Đông mà chính thức nằm dưới sự kiểm soát bởi Ebla. Ngoài sự tham chiếu đến hoạt động giao thương này, không có gì hơn nữa đã được phát hiện về Tudiya. Ông đã được kế vị bởi Adamu và sau đó là hơn 13 vị vua khác nữa (Yangi, Suhlamu, Harharu, Mandaru, Imshu, Harshu, Didanu, Hanu, Zuabu, Nuabu, Abazu, Belu và Azarah). Tuy nhiên, những vị vua Assyria đã trở thành chư hầu của đế chế Akkad từ cuối thế kỷ 24 trước Công nguyên.
Những văn bản chữ niêm đầu tiên của các vị vua 'thành thị hóa' Assyria xuất hiện vào giữa thế kỷ 21 trước Công nguyên. Assyria sau đó bao gồm một số thành phố và các tiểu quốc Semite Akkad. Nền tảng của chế độ quân chủ đô thị thực sự đầu tiên của người Assyria theo truyền thống được gán cho Ushpia, người sống cùng thời với Ishbi-Erra của Isin và Naplanum của Larsa  vào khoảng năm 2030 trước Công nguyên. Ông đã được kế vị bởi Apiashal, Sulili, Kikkiya và Akiya, những người hầu như không có gì được biết đến.
Trong khoảng năm 1975 trước Công nguyên, Puzur Ashur I (sống cùng thời với Shu-ilishu của Larsa và Samium của: Isin) đã thành lập một Triều đại mới, và những người kế vị ông là Shalim ahum (mất năm 1946 trước Công nguyên), Ilushuma (1945 - 1906 trước Công nguyên),Erishum I(năm 1905 - năm 1867 trước Công nguyên), Ikunum (1867 - 1860 trước Công nguyên), Sargon I, Naram-Sin và Puzur Ashur II đã để lại những dòng chữ nói về về việc xây dựng các ngôi đền thờ Ashur, Adad và Ishtar ở Assyria.
Ilushuma đặc biệt dường như đã là một vị vua hùng mạnh và là một bá chủ trong khu vực, ông đã thực hiện nhiều cuộc tấn công vào miền nam Lưỡng Hà từ năm 1945 trước Công nguyên và năm 1906 trước Công nguyên, ông tấn công các tiểu quốc Sumer Akkad độc lập ở khu vực này như Isin. Cuộc xung đột giữa Assyria và các tiểu quốc miền Nam đã trở thành hình mẫu trong suốt lịch sử của vùng Lưỡng Hà cổ đại, với sự cạnh tranh trong tương lai giữa Assyria và Babylonia. Tuy nhiên, Babylon vẫn chưa xuất hiện vào thời điểm này, nhưng nó đã được thành lập vào năm 1894 trước Công nguyên bởi một hoàng tử Amorite tên là Sumuabum trong Triều đại của Erishum I.
Người Amorite, một tộc người nói tiếng Semite đã tràn vào khu vực này từ phía đông bắc vùng Cận Đông, họ đã tàn phá miền nam Lưỡng Hà từ giữa thế kỷ 20 trước Công nguyên, lật đổ các Triều đại Sumer-Akkad bản địa và thiết lập vương quốc riêng của họ. Tuy nhiên, họ đã bị đẩy lui bởi các vị vua Assyria trong thế kỷ 20 và 19 trước Công nguyên. Kẻ thù chính của các vị vua Assyria đầu tiên trong giai đoạn thế kỉ 22,thế kỷ 21 và 20 trước Công nguyên, sẽ là người Hatti và người Hurri ở phía bắc ở Tiểu Á, người Guti về phía đông dãy núi Zagros của Iran, người Elam phía đông nam ở nơi mà ngày nay là phía nam miền trung Iran, Người Amorite về phía tây nơi mà ngày nay là Syria và các tiểu quốc Sumer-Akkad ở miền nam Lưỡng Hà như Isin, Ur và Larsa
Assyria đã có tiếp xúc rộng rãi với các thành phố của người Hatti, Hittite, Hurri trên cao nguyên Anatolia ở Tiểu Á. Người Assyria cũng đã thiết lập thuộc địa ở Cappadocia, (ví dụ, tại Kanesh (Kültepe hiện nay) từ năm 1945 trước Công nguyên đến năm 1740 trước Công nguyên. Những thuộc địa này, được gọi là karum, từ tiếng Akkad có nghĩa là cảng.

## Đế chế Assyria của Shamshi-Adad I
Năm 1813 trước Công nguyên, vị vua người Akkad bản địa của Assyria,Erishum II, (1819 - 1813 trước Công nguyên) đã bị lật đổ, và ngai vàng của Assyria đã bị chiếm đoạt bởi Shamshi-Adad I (1813 TCN - 1791 TCN) trong cuộc xâm lược của các bộ lạc Amorite nói tiếng Semite từ vùng châu thổ sông Khabur. Mặc dù được coi là một người Amorite bởi truyền thống Assyria sau này, Shamshi-Adad cũng được coi là hậu duệ từ một vị vua Ushpia bản địa trong danh sách các vị vua Assyria. Ông đã đưa con trai của mình Ishme-Dagan lên ngai vàng của một thành phố Assyria gần đó, Ekallatum, và duy trì các thuộc địa của Assyria ở Anatolia. Shamshi-Adad I sau đó tiếp tục chinh phục vương quốc Mari bên sông Euphrates và đưa một người con trai khác của mình, Yasmah-Adad lên ngai vàng. Assyria của Shamshi-Adad vào lúc đó bao trùm toàn bộ miền bắc Lưỡng Hà và cả vùng lãnh thổ ở Tiểu Á và miền bắc Syria. Bản thân ông cư ngụ tại một kinh đô mới được thành lập ở Thung lũng Khabur, gọi là Shubat-Enlil.
Ishme-Dagan được thừa kế ngai vàng Assyria, nhưng Yasmah-Adad đã bị lật đổ bởi một vị vua mới được gọi là Zimrilim ở Mari. Vị vua mới của Mari liên minh với vua Hammurabi, người gần đây đã xây dựng Babylon, và từ thủa ban đầu là một tiểu quốc thành một thế lực lớn. Hammurabi cũng còn là một người Amorite. Assyria giờ đây phải đối mặt với thế lực đang lên Babylon ở phía nam. Ishme-Dagan đáp trả bằng cách xây dựng một liên minh với những kẻ thù của Babylon. Ishme-Dagan, giống như cha mình là một chiến binh vĩ đại, ông không những đẩy lùi các cuộc tấn công của Babylon, mà còn thành công trong những chiến dịch chống lại người Turukku và Lullubi, những người đã tấn công thành phố Ekallatum của Assyria, và chống lại Dadusha, vua của Eshnunna, và Iamhad (hiện nay là Aleppo)

## Assyria dưới sự thống trị của Babylon
Hammurabi sau khi đã chinh phục Mari, Larsa và Eshnunna trước tiên, cuối cùng đã chiếm được ưu thế hơn so với những vị vua kế vị Ishme-Dagan, và ông đã chinh phục Assyria, sáp nhập nó vào Babylon năm 1756 trước Công nguyên. Cùng với cuộc chinh phục của Hammurabi, các thuộc địa karum khác nhau ở Anatolia đã ngừng hết các hoạt động thương mại - có lẽ bởi vì hàng hoá của Assyria lúc này được giao dịch với người Babylon. Dù vậy chế độ quân chủ của Assyria vẫn tồn tại, tuy nhiên ba vị vua Amorite kế vị Ishme-Dagan, Mut-Ashkur (con trai của Ishme-Dagan và kết hôn với một nữ hoàng người Hurri), Rimush và Asinum đều là chư hầu, và phải lệ thuộc vào người Babylon trong suốt Triều đại của Hammurabi.

## Giai đoạn hồi phục
Đế quốc Babylon tồn tại ngắn ngủi đã nhanh chóng tan rã sau cái chết của Hammurabi, và Babylon bị mất quyền kiểm soát toàn bộ Assyria dưới Triều đại của người kế vị Hammurabi, Samsu-iluna. Một giai đoạn nội chiến đã xảy ra sau đó sau khi vị vua Amorite chư hầu của Assyria, Asinum, người cháu nội của Shamshi-Adad I, bị lật đổ bởi viên quan nhiếp chính đầy quyền lực có nguồn gốc Akkad bản địa tên là Puzur-Sin. Một vị vua bản địa có tên là Ashur-dugul sau đó chiếm giữ ngai vàng với sự giúp đỡ của Sin-Puzur, và một thời kỳ bất ổn nội bộ xảy ra sau đó với năm vị vua khác nữa (Ashur-apla-IDI, Nasir-Sin, Sin-namir,Ipqi-Ishtar và Adad-Salulu) tất cả chỉ cai trị một thời gian ngắn ngủi. Babylon có vẻ như đã quá bất lực để có thể can thiệp hoặc tận dụng lợi thế của tình trạng này. Cuối cùng, một vị vua tên là Adasi đã nắm giữ được ngôi báu vào năm 1720 trước Công nguyên và hoàn toàn giải phóng Assyria thoát khỏi sự thống trị của Babylon. Adasi đã đánh đuổi người Babylon, Amorite khỏi Assyria trong giai đoạn cuối thế kỷ 18 trước Công nguyên và quyền lực của Babylon đã nhanh chóng bắt đầu suy tàn dần ở vùng Lưỡng Hà cũng như toàn bộ đế quốc, mặc dù người Amorite sẽ giữ lại quyền kiểm soát toàn bộ Babylonia và miền nam Lưỡng Hà đến năm 1595 trước Công nguyên khi họ bị lật đổ bởi người Kassite, họ đến từ dãy núi Zagros, và là những người nói một ngôn ngữ biệt lập, không phải tiếng Semite cũng không phải hệ ngôn ngữ Ấn- Âu.
Adasi đã được kế vị bởi Bel-Bani (1700-1691 TCN). Có ít điều được biết đến về các vị vua tiếp theo như; Libaya (1690-1674 TCN), Sharma-Adad I (1673-1662 TCN), Iptar-Sin (1661-1650 TCN), Bazaya (1649-1622 TCN), Lullaya (1621-1618 TCN), Shu-Ninua (1615-1602 TCN), Sharma-Adad II (1601-1599 TCN), Erishum III (1598-1586 TCN), và Shamshi-Adad II (1585-1580 TCN). Tuy nhiên Assyria dường như đã là một quốc gia tương đối hùng mạnh và ổn định, sự tồn tại của nó đã không bị xáo trộn bởi các nước láng giềng như Hatti, Hittite, người Hurri, Amorite, Babylon hoặc Mitanni trong hơn 200 năm. Khi Babylon rơi vào tay người Kassite vào năm 1595 trước Công nguyên, họ đã không thể thực hiện bất kỳ sự xâm phạm nào vào Assyria, và có vẻ như đã không có rắc rối giữa vị vua Kassite đầu tiên cai trị Babylon, Agum II và Erishum III của Assyria, và một hiệp ước đã được ký kết giữa hai vị vua. Tương tự như vậy, Ashur-nirari I (1547-1522 trước Công nguyên) có vẻ như đã không gặp phải bất cứ sự phiền nhiễu nào từ đế chế Mitanni mới được thành lập ở Tiểu Á, đế chế Hittite hoặc Babylon trong suốt Triều đại 25 năm của mình. Vua Puzur Ashur III (1521-1498 TCN) của Assyria và vua Kassite Burna Buriash I của Babylon, đã ký một hiệp ước xác định biên giới của hai quốc gia vài cuối thế kỷ 16 trước Công nguyên. Puzur Ashur III là một vị vua nhiệt huyết, ông đã tiến hành xây dựng lại nhiều công trình ở Assur. Đền thờ thần mặt trăng Sin (Nanna) và thần mặt trời Shamash đã được dựng lên trong thế kỷ 15 trước Công nguyên. Ông sau đó đã được kế vị bởi Enlil-Nasir I (1497-1483 trước Công nguyên).

## Assyria dưới sự thống trị của Mitanni
Sự nổi lên của Đế quốc Mitanni vào thế kỷ 16 trước Công nguyên cuối cùng đã dẫn đến một giai đoạn thống trị của người Mitanni-Hurri trong thế kỷ 15 TCN. Người Mitanni là một tộc người Ấn-Âu, họ đã chinh phục và hình thành nên tầng lớp thống trị những người Hurri bản địa ở vùng Tiểu Á / Anatolia. Người Hurri là một tộc người Caucasus, họ nói một ngôn ngữ biệt lập và không phải ngôn ngữ Semite cũng không phải hệ ngôn ngữ Ấn-Âu. Một thời gian sau cái chết của vị vua tài năng Puzur Ashur III vào năm 1498 trước Công nguyên, Saushtatar, vua của Hanilgalbat, đã cướp phá Ashur và biến Assyria trở thành một nhà nước chư hầu. Sự kiện này rất có thể đã xảy ra trong Triều đại của Nur ILI (1483 - 1471 TCN). Chế độ quân chủ của Assyria vẫn còn tồn tại, và ảnh hưởng Mitanni dường như chỉ là lẻ tẻ, và họ dường như không sẵn sàng hoặc có thể can thiệp vào công việc nội bộ của người Assyria, ví dụ như con trai của Nur-ILI, Ashur-shaduni (1470 TCN) đã bị lật đổ bởi người chú của mình, Ashur-Rabi I trong năm đầu tiên cai trị, và tương tự, Ashur-nadin ahhe I đã bị lật đổ bởi em trai của mình Enlil-Nasir II trong năm 1420 trước Công nguyên. Các vị vua Assyria dường như đã không bị ràng buộc bởi ảnh hưởng của Mitanni trong những vấn đề liên quan đến đối ngoại vào thời điểm đó, ngoài ra nó còn được chứng minh bởi hiệp ước biên giới giữa Ashur-bel-nisheshu(1417-1409 TCn) và Karaindash của Babylon vào cuối thế kỷ 15TCN. Ashur-rim-nisheshu (1408-1401 TCN) và Ashur-nadin ahhe II (1400-1391 BC) là hai vị vua cuối cùng lệ thuộc vào đế quốc Mitanni. Khi mà Eriba-Adad I, một người con trai của Ashur-bel-nisheshu, lên ngôi vào năm 1390 trước Công nguyên và thì sự lệ thuộc vào Mitanni bắt đầu được tháo bỏ.

## Thời trung đế quốc Assyria-sự nổi lên của Assyria

### Sự bành trướng và đế quốc Assyria 1390-1076TCN
Dưới Triều đại của Eriba-Adad I (1390 TCN- 1366 TCN), ảnh hưởng của Mitanni đối với Assyria suy yếu dần. Eriba-Adad I đã dính líu vào một trận chiến tranh giành ngôi báu giữa Tushratta và em trai của ông ta Artatama II và sau này là con trai ông ta Shuttarna II, người tự xưng là vua của người Hurri trong khi lại tìm kiếm sự ủng hộ từ người Assyria. Một phe thân-Hurri/Assyria đã có mặt trong triều đình hoàng gia Mitanni. Nhờ vậy, Eriba-Adad I đã nới lỏng được ảnh hưởng của Mitanni đối với Assyria, và ngược lại còn tạo ra ảnh hưởng của Assyria đối với các vấn đề của Mitanni.
Trong suốt Triều đại của Ashur-uballit I (1365 TCN - 1330 TCN). Người Assyria đã tạo ra sức ép từ phía đông và người Hittite từ phía tây bắc, cho phép Ashur-uballit I giành được thế thượng phong trước người Mitanni, và một lần nữa biến Assyria thành một cường quốc. Vị vua người Kassite của Babylon đã kết hôn với Muballiṭat-Šērūa, con gái của Ashur-uballit I, nhưng cuộc hôn nhân này đã dẫn đến kết quả tai hại, vì phe Kassite tại triều đình đã sát hại vua Babylon và đưa một kẻ tiếm vị lên trên ngai vàng. Assur-uballit nhanh chóng xâm chiếm Babylon để trả thù cho con rể của mình, tiến vào Babylon, và lật đổ vua của họ và đưa Kurigalzu II thuộc dòng dõi hoàng gia lên thay. Ashur-uballit sau đó tấn công và đánh bại vua Mitanni Mattiwaza bất chấp nỗ lực của vua Hittite Suppiluliumas, vốn lo sợ sự hùng mạnh ngày càng tăng của Assyria, cố gắng để bảo vệ ngai vàng của ông ta với sự hỗ trợ quân sự. Các vùng đất của người Mitanni và Hurri đã bị chiếm đoạt bởi Assyria, làm cho nó trở thành một đế chế rộng lớn và hùng mạnh.
Enlil-nirari (1329 - 1308 trước Công nguyên) đã lên kế vị Ashur-uballit I. Ông tự mô tả mình là "Đại Đế" (Sharru rabû) trong thư gửi cho các vị vua Hittite. Ông đã ngay lập tức bị tấn công bởi Kurigalzu II của Babylon, người đã được đưa lên ngôi bởi cha ông, nhưng ông đã thành công trong việc đánh bại ông ta, đẩy lùi các nỗ lực xâm chiếm Assyria của Babylon, sau đó phản công và chiếm đoạt lãnh thổ Babylon trong quá trình này, do đó tiếp tục mở rộng lãnh thổ Assyria. Vị vua kế vị, Enlil nirari, Arik-den-ILI (khoảng 1307-1296 trước Công nguyên)đã tiến hành những chiến dịch thành công ở dãy núi Zagros phía đông, chinh phục người Lullubi và Guti. Ở vùng Cận Đông, ông đã đánh bại các bộ lạc Semite còn được gọi là dân Ahlamu. Ông đã được kế vị bởi Adad-nirari I (1295 - 1275 trước Công nguyên), người đã biến Kalhu(Kinh Thánh Calah / Nimrud) thành kinh đô của mình, và tiếp tục mở rộng về phía tây bắc, chinh phục những vùng đất của người Hittite như Carchemish và xa hơn nữa. Adad-nirari cũng đã tiến xa hơn nữa về phía nam, thôn tính lãnh thổ Babylon và buộc các vị vua Kassite của Babylon phải chấp nhận một thỏa thuận biên giới mới mà có lợi cho Assyria.
Năm 1274 TCN, Shalmaneser I đã lên ngôi. Ông đã chứng tỏ bản thân mình là một vị vua chiến binh vĩ đại. Trong suốt Triều đại của ông, ông đã chinh phục vương quốc Urartu hùng mạnh ở dãy núi Caucasus và những người Guti hung tợn của dãy núi Zagros ở Iran hiện nay. Ông sau đó tấn công người Mitanni-Hurri, đánh bại cả vua Shattuara và đồng minh Hittite và người Aramea của ông ta, cuối cùng ông đã hoàn tất việc hủy diệt vương quốc Hurri trong cuộc chiến này. Người Hittite đã cố gắng nhưng không thành công trong việc bảo vệ Mitanni. Liên minh với Babylon, họ đã tiến hành một cuộc chiến tranh kinh tế chống lại Assyria trong nhiều năm. Assyria là một đế chế rộng lớn và hùng mạnh, và là một mối đe dọa lớn đến lợi ích của Ai Cập và Hittite trong khu vực, và có lẽ đó là lý do mà hai cường quốc này đã lập lại hòa bình với nhau Giống như cha mình, Shalmaneser là một nhà xây dựng vĩ đại và ông tiếp tục mở rộng thành phố Kalhu (Kinh Thánh Calah/ Nimrud) tại chỗ giao nhau của sông Tigris và sông Zab.
Con trai và người kế vị của Shalmaneser, Tukulti-Ninurta I (1244 TCN -1208 trước Công nguyên), đã giành một thắng lợi quan trọng trước người Hittite và vua Tudhaliya IV của họ trong trận Nihriya và bắt được hàng ngàn tù binh. Ông sau đó chinh phục Babylon, giam cầm Kashtiliash IV, và tự mình làm vua cai trị vùng đất này trong 7 năm. Ông còn lấy tước hiệu xa xưa "Vua của Sumer và Akkad" mà ban đầu được sử dụng bởi Sargon của Akkad. Tukulti-Ninurta I đã trở thành người Lưỡng Hà bản địa đầu tiên cai trị nhà nước Babylonia, mà những người sáng lập ra nó vốn là dân Amorite, và tiếp đó được kế tục bởi dân Kassite. Sau đó, ông tuyên bố mình là "vua của Karduniash, vua của Sumer và Akkad, vua của Sippar và Babylon, vua của Tilmun và Meluhha ". Tiếp đà chiến thắng, ông đã đánh bại người Elam, những người mà bản thân họ cũng thèm muốn Babylon. Ông cũng đã viết một bài thơ sử thi ghi lại những cuộc chiến tranh của ông chống lại Babylon và Elam. Sau khi một cuộc nổi dậy ở Babylon, ông đã tấn công và cướp bóc các đền thờ ở Babylon, được coi như là một hành động phạm thánh. Khi quan hệ với vị tư tế ở Ashur bắt đầu xấu đi, Tukulti-Ninurta đã xây dựng một kinh đô mới; Kar-Tukulti-Ninurta
Tuy nhiên, những người con trai của Tukulti-Ninurta đã nổi loạn và bao vây ông trong chính kinh đô của ông. Ông đã bị ám sát và sau đó được kế vị bởi Ashur-nadin-apli. Một giai đoạn mất ổn định khác của Assyria đến sau đó, nó đã bị chia rẽ vào giai đoạn này bởi xung đột nội bộ và nhà vua mới đã không thành công trong việc chiếm lại Babylon, mà vào lúc này, các vị vua Kassite của nó đã lợi dụng biến động ở Assyria để giải phóng họ khỏi sự cai trị của Assyria. Tuy nhiên, Assyria chính nó cũng không bị đe dọa bởi các cường quốc bên ngoài trong các Triều đại của Ashur-nirari III, Enlil-kudurri usur và Ninurta apal-Ekur (1192-1180 TCN), mặc dù Ninurta apal-Ekur cướp ngôi của Enlil-kudurri-usur. Ashur-Dan I (1179-1133 TCN) đã lập lại sự ổn định cho Assyria trong suốt Triều đại dài khác thường của mình. Ông duy trì mối quan hệ thân thiện với Babylonia và các nước láng giềng khác của Assyria, và dường như đã dẹp yên bất ổn nội bộ. Tuy nhiên, một giai đoạn biến động nội bộ ngắn lại xảy ra sau khi Ashur-Dan qua đơi. Người con trai và là người kế vị của ông, Ninurta-Tukulti-Ashur(1133 TCN) đã bị lật đổ trong năm đầu tiên ông ta cai trị bởi người em trai của mình,Mutakkil-Nusku, và buộc phải chạy trốn sang Babylonia.
Nhưng chính bản thân Mutakkil-Nusku cũng qua đời trong cùng năm (1133 trước Công nguyên)và để lại ngai vàng cho người em thứ ba Ashur-resh-ishi I (1133 -1116 TCN). Điều này đã mở ra một giai đoạn bành trướng và đế quốc mới của Assyria. Khi đế quốc Hittite sụp đổ từ sự tấn công dữ dội của người Phrygia (được gọi là Mushki trong biên niên sử của người Assyria), Babylon và Assyria bắt đầu tranh giành những vùng đất của người Aramea (hiện nay là Syria), trước đây nằm dưới sự kiểm soát của Hittite. Khi quân đội của họ chạm trán trong khu vực này, vua Assyria Ashur-resh-ishi I đã giao chiến và đánh bại Nebuchadnezzar I của Babylon một vài lần. Assyria sau đó xâm chiếm và sáp nhập vùng đất mà người Hittite kiểm soát ở Tiểu Á và Aram (Syria), đánh dấu một sự bộc phát trong công cuộc bành trướng của đế quốc.
Tiglath-Pileser I (1115 - 1077 trước Công nguyên) là con trai của Ashur-resh-ishi, ông lên ngôi vua sau cái chết của cha mình, và trở thành một trong những nhà chinh phục Assyria vĩ đại nhất trong suốt Triều đại 38 năm của mình.
Chiến dịch đầu tiên của ông xảy ra vào năm 1112 trước công nguyên là cuộc chiến chống lại người Phrygia, những người đã cố gắng để chiếm một số tỉnh của Assyria ở thượng nguồn sông Euphrates, sau khi đánh đuổi người Phrygia, tiếp đó ông đã tàn phá các vương quốc Commagene của người Luwian, Cilicia và Cappadocia, và đánh đuổi người Hittite khỏi tỉnh Subartu của người Assyria, phía đông bắc của Malatia.
Trong một chiến dịch tiếp theo, quân đội Assyria xâm lược Urartu, tiến tới vùng núi phía nam của hồ Van và sau đó quay về phía tây để tiếp nhận sự quy phục của Malatia. Trong năm thứ năm của Triều đại mình, Tiglath-Pileser một lần nữa tấn công Commagene, Cilicia và Cappadocia.
Người Aramaea ở phía bắc Syria là mục tiêu tiếp theo của vua Assyria, người đã tiến xa tới tận đầu nguồn của sông Tigris. Việc kiểm soát các con đường đến Địa Trung Hải được bảo đảm bằng việc chiếm hữu thành phố Pethor của người Hittite tại nơi giao nhau giữa sông Euphrates và Sajur; từ đó ông tiếp tục chinh phục các thành phố của người Canaan / Phoenician như (Byblos), Sidon, và cuối cùng là Arvad nơi ông lên một con thuyền và căng buồm tiến ra Địa Trung Hải. Trên đó ông đã giết một con nahiru hoặc "ngựa biển "(mà A. Leo Oppenheim dịch là một con kỳ lân biển 1 sừng) ở biển Ông có sự đam mê lớn lao đối với săn bắn và cũng là một nhà xây dựng vĩ đại. Quan điểm chung cho rằng sự khôi phục lại các ngôi đền thờ của các vị thần Ashur và Hadad tại kinh đô Assur (Ashur) của người Assyria là một trong những sáng kiến của ông. Ông cũng đã xâm chiếm và đánh bại Babylon hai lần, sử dụng các danh xưng cổ "Vua của Sumer và Akkad ", bắt người Babylon nộp cống phẩm.

### Assyria trong giai đoạn kỉ nguyên bóng tối, 1075-912 TCN
Sau khi Tiglath-Pileser I qua đời vào năm 1076 trước Công nguyên, Assyria đã suy yếu tương đối trong 150 năm tiếp theo. Khoảng thời gian từ năm 1200 TCN đến năm 900 TCN là kỉ nguyên bóng tối cho toàn bộ Cận Đông, Bắc Phi, Kavkaz, Địa Trung Hải và vùng Balkan, với những biến động lớn và các đợt di cư lớn của các tộc người.
Những dân tộc nói tiếng Semite như người Aramea, Chaldea và người Sutea di chuyển vào khu vực phía tây và phía nam của Assyria, bao gồm tràn vào phần lớn vùng Babylonia, các dân Ấn-Âu/Iran như Medes và Ba Tư di chuyển vào vùng đất phía đông của Assyria, thay thế người Guti bản địa và gây sức ép lên Elam và Mannea (cả hai nền văn minh cổ này đều không phải nền nền văn minh Ấn-Âu của Iran) và ở phía bắc tộc người Ấn-Âu người Phrygia tràn vào vùng đất của người Hittite, người Urartu (Armenia) trỗi dậy ở vùng Caucasus, và người Cimmeria và người Scythia xung quanh Biển Đen. Ai Cập bị chia rẽ và trong tình trạng xáo trộn, và người Semite Israel đang giao chiến với những cư dân gốc Semite khác là người Canaan và người Peleset (người Philistine) để giành sự kiểm soát miền nam Canaan.

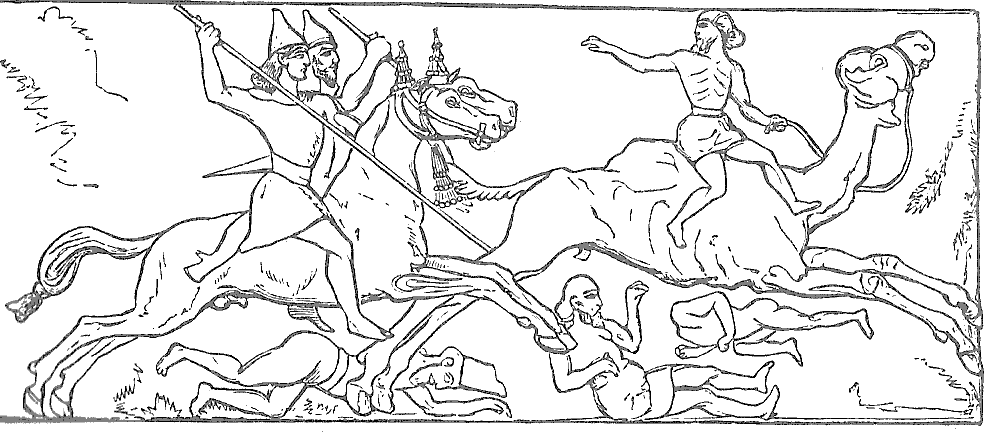
Kị binh Assyria truy kích những người Arab bại trận.

Những vị vua như Ashur-bel-kala, Eriba-Adad II, Ashur-Rabi II, Ashurnasirpal I, Tiglath-Pileser II và Ashur-Dan II đã thành công trong việc bảo vệ biên giới của Assyria và duy trì sự ổn định trong thời kì hỗn loạn này. Các vị vua Assyria trong thời kỳ này dường như đã chấp nhận một chính sách duy trì và bảo vệ một quốc gia nhỏ gọn, an toàn, và xen kẽ với đó là các cuộc tấn công lẻ tẻ mang tính trừng phạt và những cuộc xâm lược các vùng lãnh thổ lân cận khi cần thiết; Ví dụ, trong Triều đại của Ashur-Rabi II (1013-972 TCN) các bộ lạc người Aramae đã chiếm các thành phố Pitru và Mutkinu (vốn đã bị chiếm và biến thành thuộc địa bởi Tiglath Pileser I) Điều này dẫn đến việc vua Assyria tấn công người Aramea và xây dựng một tấm bia tưởng niệm ở khu vực núi Atalur. Tương tự như vậy, Ashur-Dan II(935-912 trước Công nguyên) được ghi lại là đã thực hiện các cuộc tấn công trừng phạt ra bên ngoài biên giới của Assyria và đã quét sạch người Aramea và các tộc người khác khỏi những khu vực xung quanh Assyria. Ashur-dan II đã tập trung vào việc xây dựng lại Assyria trong phạm vi biên giới tự nhiên của nó, từ Tur Abdin tới những chân đồi ở phía bên kia Arbela.

### Lối sống xã hội thời Trung Assyria
Assyria đã gặp khó khăn với việc giữ cho các tuyến đường thương mại luôn được thông suốt. Không giống như hoàn cảnh trong giai đoạn cổ Assyria, con đường thương mại kim loại với cư dân Anatolia nằm dưới sự kiểm soát hiệu quả bởi người Hittite và người Hurria. Những dân tộc này vào thời điểm đó kiểm soát các cảng Địa Trung Hải, trong khi người Kassite kiểm soát tuyến đường sông phía Nam đến vịnh Ba Tư.
Vương quốc Trung Assyrian đã được thiết lập tốt, và nằm dưới sự kiểm soát vững chắc của các vị vua, những người cũng đảm nhiệm vai trò như là quan tư tế tối cao của Ashur, vị thần của đất nước. Ông ta chắc chắn phải thực hiện một số bổn phận trong việc thờ cúng, và phải cung cấp các nguồn lực cho những ngôi đền thờ.
Những thành phố chính của người Assyria vào thời Trung kỳ là Ashur, Kalhu (Nimrud) và Nineveh, tất cả đều nằm trong Thung lũng sông Tigris. Vào cuối thời kỳ đồ đồng, Nineveh là nhỏ hơn nhiều so với Babylon, nhưng nó vẫn là một trong những thành phố quan trọng nhất của thế giới (dân số khoảng 33.000). Vào cuối thời kỳ Tân-Assyria, dân số của nó đã đạt đến 120000 người, và có thể là thành phố lớn nhất thế giới tại thời điểm đó.. Tất cả các công dân nam giới tự do đều phải có nghĩa vụ phục vụ trong quân đội một thời gian. Một bộ luật đã được ban hành vào thế kỷ 14-13 TCN, trong số những thứ khác, rõ ràng cho thấy rằng vị trí xã hội của người phụ nữ ở Assyria là thấp hơn so với các xã hội lân cận. Đàn ông được phép ly dị người vợ của họ mà không phải trả một khoản đền bù cho sau này. Nếu một người phụ nữ phạm tội ngoại tình, người đó có thể bị đánh đập hoặc bị kết tội chết. Những người phụ nữ trong hậu cung của nhà vua, và người thị tì cho họ cũng phải chịu những hình phạt khắc nghiệt như đánh đập, cắt xẻo, và cái chết. Nói chung, Assyria đã có pháp luật khắc nghiệt hơn nhiều so với hầu hết các vùng đất khác.
Thời kì Trung Assyria được đánh dấu bởi các cuộc chiến tranh kéo dài trong thời gian này đã giúp xây dựng Assyria trở thành một xã hội chiến binh. Nhà vua phụ thuộc cả vào tầng lớp cư dân thành thị và các thầy tế ở kinh đô của mình, và giới quý tộc ruộng đất, những người cung cấp những con ngựa cần thiết cho quân đội Assyria.

## Đế quốc Tân Assyria

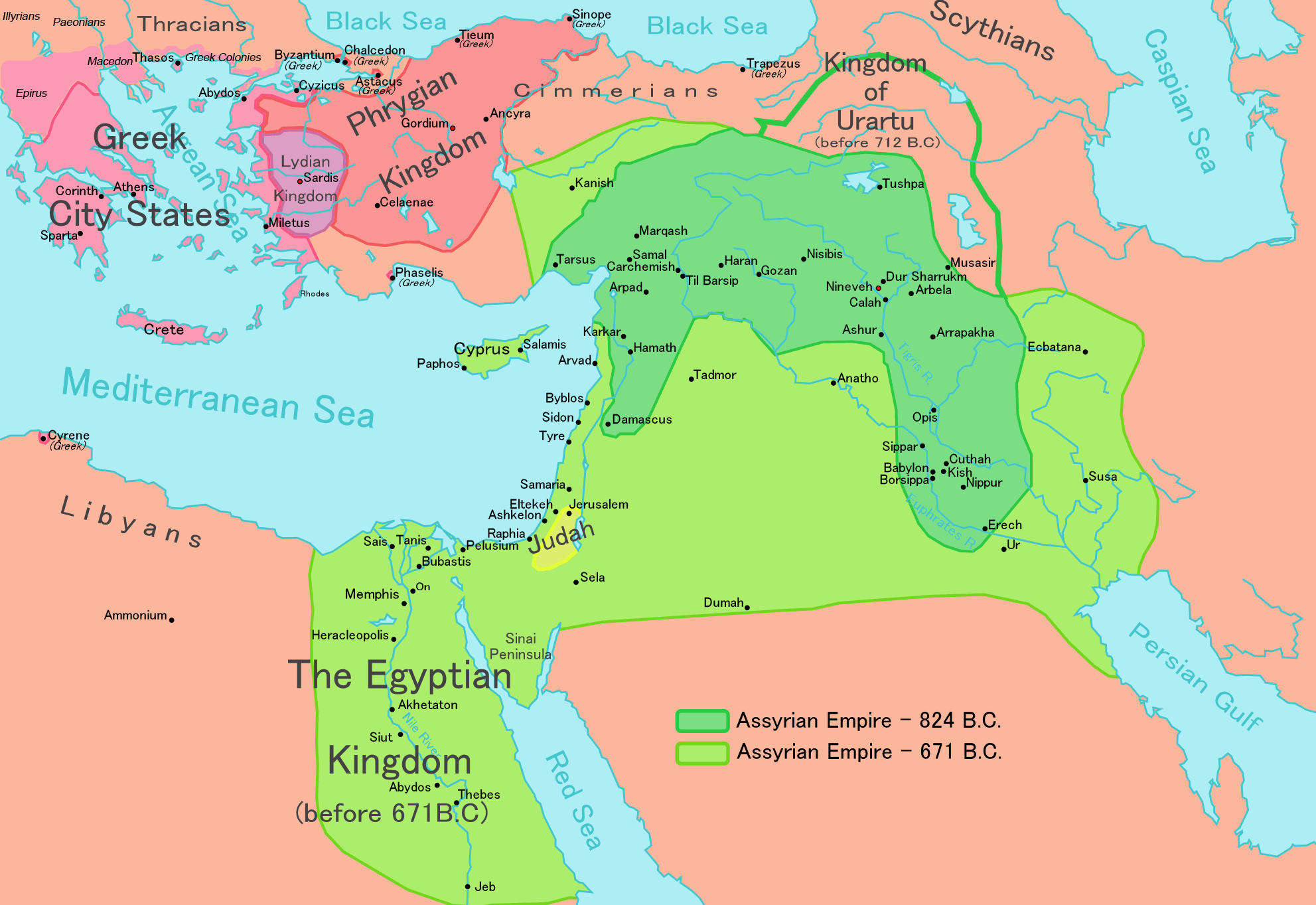
Bản đồ của đế quốc Tân Assyria và sự bành trướng của nó.

Đế quốc Tân Assyria được thường được coi là đã bắt đầu với sự lên ngôi của Adad-nirari II, năm 911 trước Công nguyên, kéo dài cho đến khi Nineveh thất thủ dưới bàn tay của người Babylon, người Medes, người Scythia và Cimmeria năm 612 TCN
Vào thời kì Cổ và Trung Assyrian, Assyria có thời điểm đã là một vương quốc hùng mạnh và đế quốc quyền lực có trung tâm đặt tại phía bắc Mesopotamia, cạnh tranh sự thống trị với Babylon ở phía nam và với người Hittite và Aramea ở phía tây, đế quốc Hittite và Phrygia ở phía bắc, và người Elam về phía đông.

### Bành trướng
Bắt đầu với các chiến dịch của Adad-nirari II (911-892 TCN), Assyria một lần nữa đã trở thành một cường quốc, nó đã mở rộng thành một đế quốc lớn nhất thế giới vào thời điểm đó. Ông kiên quyết chinh phục các khu vực trước đây chỉ có danh nghĩa chư hầu của người Assyria, chinh phục và trục xuất những người Aramea phiền hà, cư dân Tân-Hittite và người Hurria ở phía bắc nơi xa xôi. Adad nirari II sau đó hai lần tấn công và đánh bại Shamash-mudammiq của Babylonia, sáp nhập một khu vực rộng lớn bao gồm vùng đất phía bắc của sông Diyala và các thành phố Hit và Zanqu vào miền trung Mesopotamia.
Người kế vị ông, Tukulti-Ninurta II (891-884 TCN) đã hợp nhất các vùng lãnh thổ giành được của Assyria và bành trướng tới tận dãy núi Zagros ở Iran ngày nay, chinh phục người Ba Tư và Medes mới đến cũng như tiến vào trung tâm Tiểu Á.

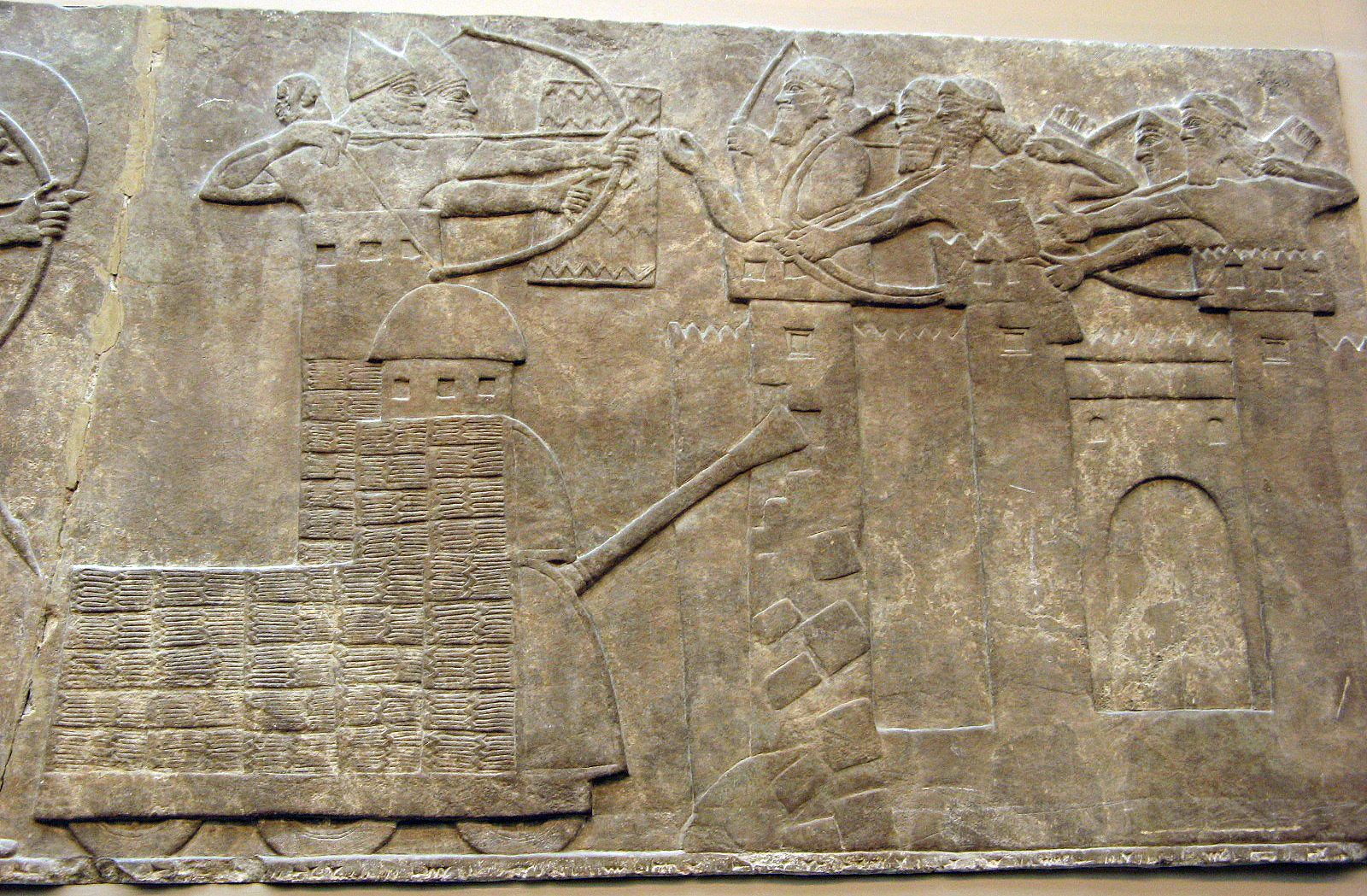
Assyrian attack on a town with archers and a wheeled battering ram, 865–860 BC

Ashurnasirpal II (883-859 TCN) là một vị vua hung bạo và tàn nhẫn, ông đã thẳng tiến mà không có sự chống cự nào qua Aram và Canaan (hiện nay là Syria) và Tiểu Á và xa tới tận Địa Trung Hải và chinh phục và bắt dân Aramea, Phrygia và Phoenicia nộp cống. Ashurnasirpal II cũng áp cuộc nổi dậy của người Medes và Ba Tư ở dãy núi Zagros, và di chuyển kinh đô của mình tới thành phố Kalhu (Calah / Nimrud). Các cung điện, đền thờ và các công trình kiến trúc khác được dựng lên bởi ông ta để minh chứng và khuếch trương sự giàu có, cũng như sự phát triển của kiến trúc, khoa học và nghệ thuật. Ông cũng xây dựng một số khu đô thị mới được bảo vệ chắc chắn bằng tường lũy, chẳng hạn như Imgur-Enlil (Balawat), Tushhan, Kar-Ashurnasirpal và Nibarti Ashur. Ashurnasirpal II cũng đã có một quan tâm đối với thực vật học và Động vật học, ông đã cho thu thập tất cả các loại thực vật, hạt giống và động vật mà có mặt ở Assyria.
Vua Shalmaneser III (858-823 TCN) sau đó đã tấn công và biến Babylonia thành chư hầu, và ông còn đánh bại người Aramea, Israel, Urartu, Phoenicia, các thành bang Tân Hittite và người Ả Rập, buộc tất cả các dân tộc này phải nộp cống cho Assyria. Shalmanesser III đã chiến đấu trong trận Qarqar chống lại một liên minh của 12 quốc gia (bao gồm cả Ai Cập, Israel, Hamath, Phoenicia, người Ả Rập, người Aramean, và Tân Hittite và những dân tộc khác). Đội quân của ông đã tiến quân xuyên qua dãy Caucasus, Hồ Van và dãy núi Taurus, buộc người Hittite ở Carchemish phải cống nạp, và các vương quốc Hamath và Aram Damascus đã bị chinh phục. Ông cũng đã củng cố sự cai trị của Assyria đối với những vùng đất đã được chinh phục bởi vị vua tiền nhiệm của ông, vào năm cuối cùng trong Triều đại kéo dài 27 năm của ông, Assyria đã là chủ nhân của Mesopotamia, Cận Đông, miền tây Iran, Israel, Jordan và vùng Tiểu Á. Do tuổi già, trong 6 năm cuối cùng Triều đại của mình, ông đã giao lại quyền chỉ huy quân đội của mình cho vị "Turtanu" (Tướng quân) Dayyan Assur.

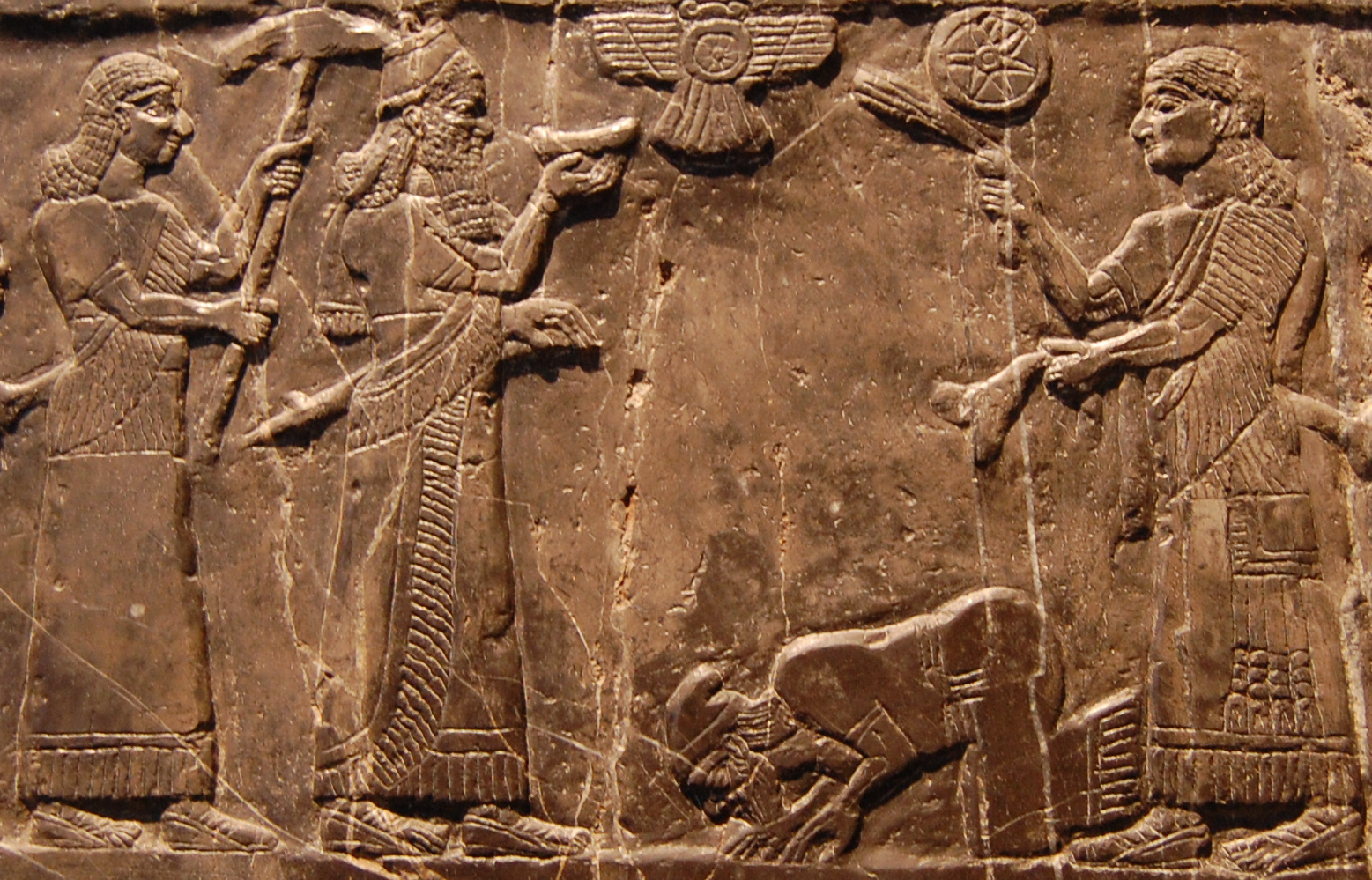
Jehu, king of Israel, bows before Shalmaneser III of Assyria, 825 BC

Tuy nhiên, người kế vị của ông, Shamshi-Adad V (822-811 TCN) đã được thừa kế một đế quốc bị bao vây bởi cuộc nội chiến ở Assyria. Ngay trong năm đầu tiên cai trị, ông đã phải trải qua một cuộc nội chiến tranh giành quyền kế vị nghiêm trọng. Cuộc nổi loạn được lãnh đạo bởi người anh trai của Shamshi Adad, Assur-danin-pal, và nó nổ ra vào năm 826 trước Công nguyên. Theo những chữ khắc trên bia tưởng niệm của Shamshi-Adad, Assur-danin-pal đã thành công trong việc chiếm được 27 thành phố quan trọng bao gồm cả Nineveh. Cuộc nổi dậy kéo dài cho đến năm 820 trước Công nguyên, làm suy yếu đế quốc Assyria và vương quyền ở đó, ngăn cản người Assyria mở rộng đế chế của mình hơn nữa cho đến khi nó đã được dẹp yên. Sau đó trong Triều đại của ông, Shamshi-Adad V đã tiến hành chiến dịch thành công chống lại Babylon, và buộc vua Babylon Marduk-Zakir-Shumi I chấp nhận một hiệp ước có lợi cho Assyria. Năm 814 trước Công nguyên, ông đã giành được chiến thắng trong trận Dur-Papsukkal với vua Babylon Murduk-balassu -iqbi, và tiếp tục chinh phục các bộ lạc người Aramea và người Chaldea mới định cư ở Babylonia.
Ông đã được kế vị sau đó bởi Adad nirari III (810 - 782 TCN), người đơn thuần lúc đó chỉ là một cậu bé. Đế quốc sau đó đã được cai trị bởi mẹ của ông ta, nữ hoàng Semiramis (Shammuramat) nổi tiếng, cho đến năm 806 trước Công nguyên.
Trong năm 806 TCN, Adad-nirari III đã đoạt lại quyền lực từ tay Semiramis. Ông xâm chiếm vùng Cận Đông và chinh phục người Aramea, Phoenicia, dân Philistine, dân Israel, Tân Hittite, người Moab và người Edom. Ông tiến vào Damascus và buộc vị vua của nó, vua Ben-Hadad III phải nộp cống. Tiếp theo, Ông đã quay về phía đông tới Iran, và chinh phục người Ba Tư, Mede và người Mannea, tiến quân xa tới tận vùng biển Caspian. Sau đó ông quay về phía nam, buộc Babylonia phải cống nạp. Mục tiêu tiếp theo của ông là các bộ lạc người Chaldean và người Sutu, những người đã định cư ở góc phía đông nam xa xôi của vùng Lưỡng Hà, mà ông đã chinh phục và biến họ thành chư hầu, sau đó người Ả Rập ở các sa mạc phía nam Lưỡng Hà cũng đã bị đánh bại và buộc phải cống nạp.
Adad-nirari III qua đời đột ngột vào năm 782 trước Công nguyên và điều này đã dẫn đến một giai đoạn trì trệ tạm thời trong đế quốc. Shalmaneser IV (782 - 773 TCN) dường như chỉ là vị vua hữu danh vô thực, và một chiến thắng trước Argishti I, vua của Urartu tại Barsip Til được ghi nhận cho một vị Tướng Assyria(Turtanu) tên là Shamshi-Ilu, người thậm chí không bận tâm đến tới việc vinh danh vị vua của mình. Shamshi-Ilu cũng giành được chiến thắng trước người Aramea và Tân Hittite, và một lần nữa, đoạt lấy danh tiếng cho cá nhân mình thay vì cho nhà vua. Ashur-dan III lên ngôi vào năm 772 trước Công nguyên. Ông đã tỏ ra là một vị vua gần như bất tài, ông đã bị bao vây bởi các cuộc nổi loạn nội bộ trong các thành phố Ashur, Arrapkha và Guzana. Ông cũng không giành được bất kỳ thành quả nào nữa ở Babylonia và Aram (Syria hiện nay).
Tiglath-Pileser III (745-727 trước Công nguyên) đã khởi xướng một giai đoạn bành trướng mới của Assyria; Urartu, Ba Tư, Media, Mannea, Babylonia, Arabia, Phoenicia, Israel, Judah, Samaria, Palestine, Nabatea, Chaldea, Cộng hòa Síp], Moab, Edom và Tân-Hittite đã bị chinh phục, Tiglath-Pileser III cũng đã tuyên bố là vua Babylon và đế quốc Assyria kéo dài từ dãy núi Caucasus tới Arabia và từ biển Caspian tới Cộng hòa Síp]. Tiglath-Pileser III đã tổ chức lại quân đội Assyria thành một đạo quân chuyên nghiệp, và cải tiến chính quyền dân sự của đế quốc rất nhiều, và đã thiết lập nó thành một khuôn mẫu cho tất cả các đế quốc cổ đại trong tương lai  Tiglath-Pileser III đã đưa ngôn ngữ đông Aramaic trở thành Lingua Franca của Assyria và của cả đế quốc rộng lớn
Shalmaneser V (726-723 TCN) đã củng cố lại chính quyền Assyria trong thời gian cầm quyền ngắn ngủi của mình, và đã ngăn cản những nỗ lực của người Ai Cập trong việc giành được một chỗ đứng ở khu vực cận đông.

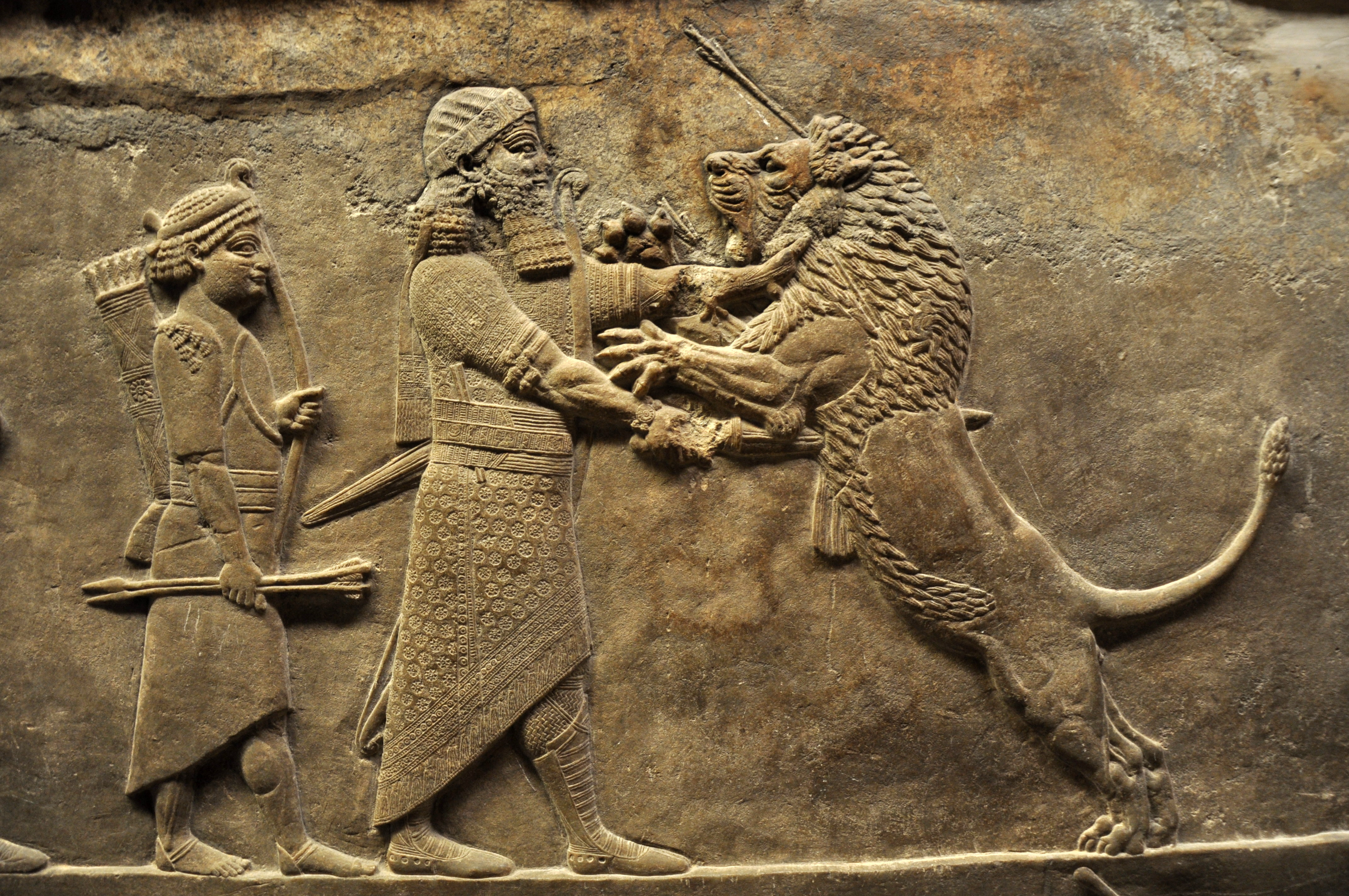
Phù điêu miêu tả cảnh Săn sư tử, từ cung điện phía bắc của Nineveh, 645-635 TCN

Sargon II (722-705 TCN) tiếp đó đã bảo vệ đế quốc, ông đã đánh đuổi người Cimmerian và Scythia từ Iran, nơi mà họ đã xâm chiếm và tấn công Ba Tư, chư hầu của Assyria. Mannea, Cilicia, Cappadocia và Commagene đã bị chinh phục, Urartu bị tàn phá, và Babylon, Aram, Phoenicia, Israel, Arabia, Cyprus, và vị vua Midas nổi tiếng, (vua Phrygia) đã bị buộc phải triều cống. Bia tưởng niệm của ông đã được tìm thấy ở phía tây xa tới tận Larnaca ở Cyprus. Sargon II còn chinh phục Gurgum, Milid, vương quốc Tabal của người Georgia, và tất cả các vương quốc của người Hittite ở dãy núi Taurus. Ông bị giết vào năm 705 trước Công nguyên trong khi đang tiến hành cuộc viễn chinh trừng phạt đối với người Cimmerian, và được kế vị bởi Sennacherib.
Sennacherib (705-681 TCN), là một vị vua tàn nhẫn, ông đã đánh bại những nỗ lực của người Hy Lạp trong việc giành được một chỗ đứng ở Cilicia, ông cũng chiến thắng và đánh đuổi người Nubia đang cai trị Ai Cập ra khỏi vùng Cận Đông, mà tại đó vị vua Nubia, Pharaoh Taharqa đã xúi giục một cuộc khởi nghĩa chống lại Assyria. Dưới Triều đại của ông, người Babylon đã khởi nghĩa, và Sennacherib sau đó tàn phá thành phố, đánh bại đồng minh người Elam và Chaldean của nó trong quá trình này. Ông đã cướp phá Israel và bao vây Judah. Ông đưa con trai của mình, Ashur-nadin Shumi lên làm vua ở Babylon. Ông đã duy trì sự thống trị của Assyria đối với người Medes, Ba Tư và Mannean ở phía Đông, Tiểu Á ở phía bắc và phía tây bắc, và với Cận Đông, Phonecia và Aram ở phía tây. Sennacherib bị sát hại bởi con trai của mình trong một cuộc nổi loạn cung đình, dường như để trả thù cho sự tàn phá Babylon.
Esarhaddon (680-669 TCN) đã mở rộng Assyria xa hơn nữa, ông tiến hành chiến dịch tiến sâu vào dãy núi Caucasus ở phía bắc, đánh tan tác hoàn toàn Urartu trong quá trình này. Mệt mỏi từ sự can thiệp của Ai Cập vào Đế quốc Assyria, Esarhaddon đã vượt qua sa mạc Sinai, xâm lược và chinh phục Ai Cập, đánh đuổi người Nubian / Kushite ngoại quốc và các vị vua Ethiopia của nó và hủy diệt đế chế Kushite trong tiến trình này. Ông đã mở rộng đế chế về phía nam xa tới tận Arabia và Dilmun (hiện nay là Bahrain, Qatar). Esarhaddon cũng hoàn tất việc xây dựng lại Babylon trong Triều đại của ông, mang lại hòa bình cho vùng Lưỡng Hà. Người Babylon, Ai Cập, Elam, Cimmeria, Scythia, Ba Tư, Medes, Mannea, Aramea, Chaldea, Israel, Phoenicia và Urartu đã bị đánh bại hoàn toàn và được coi là chư hầu và đế quốc Assyria đã được củng cố một cách vững chắc. Esarhaddon qua đời trong khi chuẩn bị để đến Ai Cập một lần nữa nhằm đẩy lùi người Nubia, những người đã cố gắng để lấn chiếm phần phía nam của vùng đất này. Nhiệm vụ này đã được hoàn thành bởi người kế nhiệm của ông, Ashurbanipal.
Dưới Triều đại Ashurbanipal (669-627 TCN), sự thống trị của người Assyria kéo dài từ dãy núi Caucasus ở phía bắc tới Nubia, Ai Cập và Ả Rập ở phía nam, và từ Cyprus và Antioch ở phía tây đến Ba Tư ở phía đông.
Ashurbanipal đã tàn phá Elam và đập tan một cuộc nổi loạn được lãnh đạo bởi người em ruột của mình Shamash-shum-ukin, vị vua Assyria của Babylon. Một viên tổng đốc người Assyria tên là Kandalanu đã được bố trí để cai trị Babylonia thay mặt Ashurbanipal.
Ashurbanipal cũng dễ dàng nghiền nát vua Tantamani của người Nubia/ Cushite, những người đã cố gắng xâm lược vùng đất Ai Cập dưới sự kiểm soát của Assyria, Tantamani chạy trốn trở về Nubia và không bao giờ trở thành một mối đe dọa nữa. Ba Tư và Media được coi là chư hầu của Ashurbanipal.
Sau khi nghiền nát cuộc nổi dậy ở Babylon, Ashurbanipal dường như đã là chủ nhân của toàn bộ thế giới mà ông biết đến. Về phía đông, Elam đã bị tàn phá và phải hàng phục trước Assyria, người Manneans và những Ba Tư và Medes đã trở thành chư hầu. Về phía nam, Babylonia bị chiếm đóng, người Chaldea, người Ả Rập, Sutu và người Nabatea đã bị chinh phục, đế chế Nubian bị hủy diệt, và Ai Cập đã phải cống nạp. Về phía bắc, người Scythia và người Cimmeria đã bị đánh bại và bị đuổi khỏi lãnh thổ Assyria, Urartu (Armenia), Phrygia, Corduene và Tân Hittite đã trở thành chư hầu, và Lydia phải cầu xin sự bảo vệ của người Assyria. Về phía tây, Aramea(Syria), Phoenicia, Israel, Judea, Samarra và Cộng hòa Síp] đã được chinh phục, và các cư dân Hy Lạp ở Caria, Cilicia, Cappadocia và Commagene phải cống nạp cho Assyria. Assyria giờ đây hùng mạnh hơn bao giờ hết. Tuy nhiên, cuộc chiến tranh lâu dài với Babylonia và Elam và các đồng minh của họ, và những cuộc chinh phạt liên tục để kiểm soát và mở rộng đế chế rộng lớn của nó theo tất cả các hướng, đã khiến cho Assyria trở nên kiệt sức. Nó đã bòn rút hết sự giàu có và nguồn nhân lực, các tỉnh bị tàn phá không thể mang lại nguồn thu cho ngân khố triều đình, và rất khó để tìm đủ quân số để đồn trú trên khắp đế chế rộng lớn này.

### Sụp đổ, 626-605 TCN
Đế quốc Assyria đã bị tê liệt sau khi Ashurbanipal qua đời vào năm 627 TCN -đất nước rơi vào tình trạng chia rẽ kéo dài và trải qua hàng loạt cuộc nội chiến tàn khốc giữa ba vị vua kình địch, Ashur-etil-ilani, Sin-shumu-lishir và Sin-shar-ishkun.
Khi vua Ashur-etil-ilani lên ngôi vào năm 626 trước Công nguyên, và ngay lập tức ông bị vây quanh bởi một loạt các cuộc nội chiến. Ông bị lật đổ vào năm 623 trước Công nguyên, sau bốn năm chiến đấu quyết liệt bởi Sin-shumu-lishir, một viên Turtanu người Assyria (tướng quân), người cũng nhanh chóng chiếm đoạt và tuyên bố lên ngôi vua của Babylon trong năm đó. Nhưng sau đó, Sin-shumu-lishir đã bị lật đổ chỉ sau một năm chiến tranh với Sin-shar-ishkun (622 - 612 TCN) - người mà bản thân ông ta cũng đã phải đối mặt với tình trạng nổi loạn không ngớt ở quê nhà Assyria. Tình trạng này đã dẫn đến cuộc khởi nghĩa nổ ra ở Babylon, và trong suốt Triều đại của ông ta, nhiều thuộc địa Assyria về phía tây, phía đông và phía bắc tương tự như vậy đã lợi dụng và đã ngừng cống nạp cho Assyria, đáng kể nhất là người Medes, Ba Tư, người Scythia, người Cimmeria, Babylonia, người Chaldea và Aramea.
Người Scythia và Cimmeria đã lợi dụng tình hình nội chiến giữa những người Assyria để tấn công các thuộc địa Assyria, tràn vào tàn phá các khu vực của Tiểu Á và Kavkaz, nơi các vị vua chư hầu của Urartu và Lydia cầu xin sự giúp đỡ một cách vô vọng từ chúa tể Assyria của mình. Họ cũng đã đột kích vào Levant, Israel và Judah (nơi Ashkelon bị người Scythia cướp phá) và tất cả các con đường dẫn đến Ai Cập với vùng bờ biển đã bị tàn phá và cướp bóc mà không bị trừng phạt.
Các bộ tộc Iran (người Medes, Ba Tư và Parthia), vốn được hưởng lợi từ việc người Assyria tàn phá Elam, vốn trước đó vẫn thống trị khu vực Iran Cổ đại, cũng đã tận dụng tình hình biến động ở Assyria để thống nhất lại thành một vương quốc Medes hùng mạnh. Họ đã tiêu diệt vương quốc Mannea vốn là chư hầu của Assyria và sáp nhập nốt tàn dư cuối cùng của Elam ở miền nam Iran.
Ở Aram (Syria hiện nay), Phoenicia và miền nam Canaan (ngày nay là Israel, Jordan, Sinai và Palestine), nhiều tiểu quốc Aramea, Phoenician và Do Thái lặng lẽ tái khẳng định sự độc lập của họ, và ở phía Tây Tiểu Á và Đông Địa Trung Hải, Lydia, người Hy Lạp, người Cilicia, người Caria, Cappadocia và tiểu quốc của người Luwian cũng làm tương tự. Người Armenia, người Sarmatia và người Colchis (Gruzia) cũng bắt đầu trỗi dậy ở các khu vực thuộc Kavkaz.
Năm 626 TCN, Nabopolassar đã tuyên bố trở thành vua của thành Babylon. Sin-shar-ishkun đã tập hợp được một đội quân lớn nhằm đánh đuổi Nabopolassar khỏi Babylon; Tuy nhiên, lại có thêm một cuộc nổi dậy lớn nổ ra ở chính Assyria, buộc phần lớn quân đội của ông phải quay trở lại chỉ để gia nhập vào đạo quân nổi loạn ở Nineveh. Tương tự như vậy, Nabopolassar đã không thể giành quyền kiểm soát toàn bộ khu vực Babylonia, và không thể tiến hành bất kỳ sự xâm lược nào nhằm vào Assyria bất chấp tình trạng suy yếu của nó, và bị đẩy lùi trong mọi nỗ lực. Bốn năm sau đó là những cuộc chiến tranh ác liệt diễn ra tại chính Babylonia, bởi vì người Assyria đã cố gắng để giành lại quyền kiểm soát nó.
Tuy nhiên, vào năm 615 TCN Nabopolassar đã thiết lập liên minh với vua Medes Cyaxares đại đế, trước đó vốn là một chư hầu của Assyria nhưng đã lợi dụng tình hình hỗn loạn ở Assyria để giải phóng các dân tộc Iran khỏi ách thống trị của người Assyria và thống nhất toàn bộ người Medes, Iran, Ba Tư và Parthia, cùng với tàn dư của người Elam, người Gutia, người Kassit và người Mannea, thành một vương quốc Medes hùng mạnh.
Trong khi Sin-shar-ishkun đang phải chiến đấu cả quân nổi loạn ở Assyria và người Chaldea cùng người Babylon ở miền nam Lưỡng Hà, Cyaxares đã liên minh với người Scythia và Cimmeria, rồi phát động một cuộc tấn công bất ngờ vào Assyria đang bị bủa vây bởi một cuộc nội chiến trong năm 615 TCN, cướp phá Kalhu (Nimrud) và chiếm Arrapkha (ngày nay là Kirkuk). Nabopolassar, vẫn đang bị kìm chân ở miền nam Lưỡng Hà đã hoàn toàn không tham gia cuộc chiến chống lại Assyria này.
Cuộc nổi dậy của Babylon dưới quyền Nabopolassar vào năm 626 TCN, kết hợp với cuộc xâm lược của người Medes dưới quyền Cyaxares vào năm 615/614 TCN, dẫn đến cuộc chinh phục Đế chế Assyria của người Medo-Babylon . Assur bị cướp phá năm 614 TCN và Nineveh thất thủ năm 612 TCN.  Vị vua cuối cùng của Assyria, Ashur-uballit II , đã cố gắng tập hợp quân đội Assyria tại Harran ở phía tây nhưng ông đã bị đánh bại vào năm 609 TCN, đánh dấu sự kết thúc của dòng dõi cổ xưa của các vị vua Assyria và của Assyria với tư cách là một quốc gia.

## Danh sách các vị vua Assyria
1. Tudiya: 2450 - 2400 TCN
2. Adamu: 2400 - 2375 TCN
3. Yangi: 2375 - 2350 TCN
4. Suhlamu: 2374 - 2361 TCN, đồng cai trị với Yangi
5. Harharu: 2361 - 2348 TCN
6. Mandaru: 2348 - 2335 TCN
7. Imshu: 2335 - 2322 TCN
8. Harshu: 2322 - 2309 TCN
9. Didanu: 2309 - 2296 TCN
10. Hanu: 2296 - 2283 TCN
11. Zuabu: 2283 - 2270 TCN
12. Nuabu: 2270 - 2257 TCN
13. Abazu: 2257 - 2244 TCN
14. Belu: 2244 - 2231 TCN
15. Azarah: 2231 - 2218 TCN
16. Ushpia: khoảng 2030 TCN, người thành lập ngôi đền cho thần Aššur trong thành phố-bang Aššur
17. Apiashal: 2205 - 2192 TCN
18. Hale: khoảng năm 2028 TCN, con trai của Apiashal
19. Samani: 2179 - 2166 TCN, con trai của Hale
20. Hayani: 2166 - 2153 TCN, con trai của Samani
21. Ilu-Mer: 2153 - 2140 TCN, con trai và là người kế vị của Hayani
22. Yakmesi: 2140 - 2127 TCN, con trai và là người kế vị của Ilu-Mer
23. Yakmeni: 2127- 2114 TCN, con trai và là người kế vị Yakmesi
24. Yazkur-el: 2114 - 2101 TCN, vừa là con trai vừa là người kế vị Yakmeni
25. Ila-kabkabu: 2101- 2088 TCN, con trai và người kế vị của Yazkur-el
26. Aminu: 2088 - 2075 TCN, con trai và người kế vị của Ila-kabkabu
27. Sulili: khoảng năm 2000 TCN, là con trai và người kế vị của Aminu
28. Kikkiya: khoảng năm 2000 TCN
29. Akiya: 2049 - 2036 TCN, con trai của Kikkiya
30. Puzur-Ashur I: 2025 - 1950 TCN
31. Shalim ahum: 1950 - 1946 TCN, con trai của Puzur-Ashur I. Ông đã xây dựng đền thờ thần Assur
32. Ilushuma: 1945 - 1906 TCN, con trai của Shalim-ahum. Ông thiết lập con đường buôn bán và vài lần xung đột với quân Cổ Babylon
33. Erishum I: 1905 - 1867 TCN, con trai của vua tiền nhiệm. Ông đã thiết lập các tiền đồn thương mại xa xôi ở Anatolia được gọi là karums; đặt ra quy định về kiện cáo đầu tiên và quy định về phát ngôn của người dân. Ngoài ra ông cũng mở rộng ngôi đền cho Assur, bầu chọn các quan chức hoàng gia cho chức vụ "limmu" - chủ trì lễ hội quốc gia (bầu mỗi năm một lần)
34. Ikunum: 1867 - 1860 TCN, con trai của Ilushuma. Ông đã xây dựng một ngôi đền cho thần Ninkigal. Ông củng cố các công sự của thành phố Assur và duy trì các thuộc địa thương mại ở Tiểu Á
35. Sargon I: 1856 – 1817 TCN, con trai và người kế vị của Ikunum
36. Puzur Ashur II: 1865 - 1857 TCN, người kế nhiệm của Sargon
37. Naram-Sin: 1872 - 1828 TCN, là con trai và người kế vị của Puzur-Ashur II
38. Erishum II: 1815 - 1809 TCN, con trai và người kế vị của Naram-Sin, bị Shamshi-Adad I người Amorites soán ngôi
39. Shamshi-Adad I: 1809 - 1776 TCN, con trai của Ila-kabkabu; tự xưng là "Vua của bốn phương". Ông đã chinh phục và đặt con trai cả của ông (Ishme-Dagan I) lên ngai vàng Ekallatum, đưa con trai thứ hai của ông, Yasmah-Adad, lên ngai vàng ở Mari (sau khi sau người ám sát thành công vua Mari tiền nhiệm là Yahdun-Lim). Năm 1781 Assyria đánh bại nước Eshnunna. Khi Shamshi-Adad I vừa chết, các đối thủ cũ của ông bắt đầu lật đổ các con trai của ông khỏi ngai vàng.
40. Išme-Dagān I: 1776 - 1736 TCN, con thứ của Shamshi-Adad I. Ông chịu thần phục vương quốc Cổ Babylon của Hammurabi. Danh tiếng của Ishme-Dagan với Hammurabi dao động với các mục tiêu của Hammurabi, và có một số bằng chứng cho thấy Hammurabi đã gửi quân đến trợ lý Atamrum, một trong những đối thủ của Ishme-Dagan, trong cuộc chiến của Babylon với Larsa
41. Mut-Ashkur: 1730 – 1720 TCN, là con trai và là người kế vị của Ishme-Dagan
42. Rimush: khoảng năm 1720 TCN, bị lật đổ.
43. Asinum, cháu trai của Shamshi-Adad I, bị nhiếp chính Puzur-Sin truất ngôi
44. Ashur-dugul, soán ngôi; cai trị cùng Ashur-apla-idi, Nasir-Sin, Sin-namir, Ipqi-Ishtar
45. Adasi: 1720 - 1701 TCN
46. Bēl-bāni: 1700 – 1691 TCN, con trai của Adasi
47. Libaya: 1690-1674 TCN
48. Sharma-Adad I: 1673-1662 TCN
49. Iptar-Sin: 1661-1650 TCN
50. Bazaya: 1649-1622 TCN
51. Lullaya: 1621-1618 TCN, soán ngôi
52. Shu-Ninua: 1615-1602 TCN
53. Sharma-Adad II: 1601-1599 TCN
54. Erishum III: 1598-1586 TCN
55. Shamshi-Adad II: 1585-1580 TCN
56. Ishme-Dagan II: 1580 - 1564 TCN
57. Shamshi-Adad III: 1564 - 1548 TCN
58. Ashur-nirari I: 1547 - 1522 TCN, con trai của Ishme-Dagan II
59. Puzur-Ashur III: 1522 - 1498 TCN, con trai của Ashur-nirari I
60. Enlil- nasir I: 1498 - 1485 TCN, con trai của Puzur-Ashur III
61. Nur-ili: 1485 - 1473 TCN, con trai của Enlil-nasir I
62. Aššur-šaddûni: 1473 TCN, con trai của Nur-ili
63. Ashur-rabi I: 1473 - 1433 TCN, con trai của Enlil-nasir I, soán ngôi từ Ashur-shaduni
64. Ashur-nadin-ahhe I: 1433 TCN, con trai của Ashur-rabi I
65. Enlil- nasir II: 1433 - 1427 TCN, con trai của Ashur-rabi I, soán ngôi từ Ashur-nadin-ahhe I
66. Ashur-nirari II: 1427 - 1417 TCN , con trai của Ashur-rabi I
67. Ashur-bel-nisheshu: 1417 - 1409TCN
68. Ashur-rim-nisheshu: 1409 - 1401 TCN, con trai của Ashur-nirari II
69. Ashur-nadin-ahhe II: 1401 - 1391 TCN
70. Eriba-Adad I: 1390 - 1366 TCN, bắt đầu gây ảnh hưởng vào Mittani
71. Ashur-uballit I: 1365 - 1330 TCN, gây ảnh hưởng vào quyền kế vị của vua Babylon
72. Enlil-nirari: 1329 - 1308 TCN, nhiều lần đánh bại quân Kassites ở Babylon
73. Arik-den-Ili: 1307-1296 TCN, chinh phục người Lullubi và Guti. Ở vùng Cận Đông, ông đã đánh bại các bộ lạc Semite còn được gọi là dân Ahlamu
74. Adad-nirari I: 1295 - 1275 TCN, lấy Nimrud làm kinh đô, tấn công quân Hittites và Kassites
75. Shalmaneser I: 1275 - 1244 TCN, đã chinh phục vương quốc Urartu hùng mạnh ở dãy núi Caucasus và những người Guti hung tợn, tấn công người Mitanni-Hurri, đánh bại cả vua Shattuara và đồng minh Hittite và người Aramea của ông ta, cuối cùng ông đã hoàn tất việc hủy diệt vương quốc Hurri trong cuộc chiến này. Giống như cha mình, Shalmaneser là một nhà xây dựng vĩ đại và ông tiếp tục mở rộng thành phố Kalhu (Kinh Thánh Calah/ Nimrud) tại chỗ giao nhau của sông Tigris và sông Zab.
76. Tukulti-Ninurta I: 1244 - 1208 TCN - sử dụng danh hiệu " Vua của các vị vua ", xâm chiếm và thống trị Babylon trong vài năm, cướp phá đền thờ của tăng lữ Assyria và đã xây dựng một kinh đô mới là Kar-Tukulti-Ninurta. Ông bị ám sát bởi các con trai ở cung điện
77. Ashur-nadin-apli: 1207 - 1204 TCN
78. Ashur-nirari III: 1203 - 1198 TCN
79. Enlil-kudurri usur: 1197 - 1193 TCN, soán ngôi từ Ashur-nirari III
80. Ninurta apal-Ekur: 1192-1180 TCN, cướp ngôi của Enlil-kudurri-usur.
81. Ashur-Dan I: 1179-1133 TCN, duy trì mối quan hệ thân thiện với Babylonia và các nước láng giềng khác của Assyria, và dường như đã dẹp yên bất ổn nội bộ
82. Ninurta-Tukulti-Ashur: 1133 TCN, đã bị lật đổ trong năm đầu tiên ông ta cai trị bởi người em trai của mình,Mutakkil-Nusku, và buộc phải chạy trốn sang Babylonia.
83. Mutakkil-Nusku: 1133 TCN
84. Ashur-resh-ishi I: 1133 -1116 TCN, cùng với Babylon tranh giành những vùng đất của người Aramea (hiện nay là Syria), trước đây nằm dưới sự kiểm soát của Hittite. Assyria sau đó xâm chiếm và sáp nhập vùng đất mà người Hittite kiểm soát ở Tiểu Á và Aram (Syria), đánh dấu một sự bộc phát trong công cuộc bành trướng của đế quốc.
85. Tiglath-Pileser I: 1115 - 1077 TCN, con trai của Ashur-resh-ishi. Thời Pileser I, quân Assyria chống lại người Phrygia, đánh đuổi người Hittite khỏi tỉnh Subartu của người Assyria, phía đông bắc của Malatia. Ông cũng xâm lược Urartu, tiến đánh người Aramean
86. Asharid-apal-Ekur: 1076 - 1074 TCN
87. Ashur-bel-kala: 1073 - 1056 TCN
88. Eriba-Adad II: 1073 - 1056 TCN
89. Shamshi-Adad IV: 1053 - 1050 TCN, con trai của Tiglath-Pileser I, soán ngôi từ Eriba-Adad II
90. Shalmaneser II: 1030 - 1019 TCN, con trai của Ashurnasirpal I
91. Ashur-nirari IV: 1018 - 1013 TCN
92. Ashur-Rabi II: 1013-972 TCN
93. Ashurnasirpal I: 971 - 967 TCN
94. Tiglath-Pileser II: 967 - 935 TCN
95. Ashur-Dan II: 935-912 TCN
96. Adad-nirari II: 911-892 TCN. Bắt đầu với các chiến dịch của Adad-nirari II (911-892 TCN), Assyria một lần nữa đã trở thành một cường quốc, nó đã mở rộng thành một đế quốc lớn nhất thế giới vào thời điểm đó.
97. Tukulti-Ninurta II: 891-884 TCN, đã hợp nhất các vùng lãnh thổ giành được của Assyria và bành trướng tới tận dãy núi Zagros ở Iran ngày nay, chinh phục người Ba Tư và Medes mới đến cũng như tiến vào trung tâm Tiểu Á.
98. Ashurnasirpal II (883-859 TCN) là một vị vua hung bạo và tàn nhẫn, ông đã thẳng tiến mà không có sự chống cự nào qua Aram và Canaan (hiện nay là Syria) và Tiểu Á và xa tới tận Địa Trung Hải và chinh phục và bắt dân Aramea, Phrygia và Phoenicia nộp cống. Ashurnasirpal II cũng áp cuộc nổi dậy của người Medes và Ba Tư ở dãy núi Zagros
99. Shalmaneser III (858-823 TCN) sau đó đã tấn công và biến Babylonia thành chư hầu, và ông còn đánh bại người Aramea, Israel, Urartu, Phoenicia, các thành bang Tân Hittite và người Ả Rập, buộc tất cả các dân tộc này phải nộp cống cho Assyria. Shalmanesser III đã chiến đấu trong trận Qarqar chống lại một liên minh của 12 quốc gia.
100. Shamshi-Adad V (822-811 TCN) đã được thừa kế một đế quốc bị bao vây bởi cuộc nội chiến ở Assyria, do người anh trai phát động. Sau đó trong Triều đại của ông, Shamshi-Adad V đã tiến hành chiến dịch thành công chống lại Babylon.
101. Adad nirari III (810 - 782 TCN), trị vì với sự nhiếp chính của thái hậu Semiramis. Sau khi nhiếp chính qua đời, vua Assyria xâm chiếm vùng Cận Đông và chinh phục người Aramea, Phoenicia, dân Philistine, dân Israel, Tân Hittite, người Moab và người Edom.
102. Shalmaneser IV (782 - 773 TCN) dường như chỉ là vị vua hữu danh vô thực. Ông đã bị bao vây bởi các cuộc nổi loạn nội bộ trong các thành phố Ashur, Arrapkha và Guzana. Ông cũng không giành được bất kỳ thành quả nào nữa ở Babylonia và Aram (Syria hiện nay).
103. Ashur-dan III: 773 - 755 TCN, con trai của Adad-nirari III
104. Ashur-nirari V: 755 - 745 TCN
105. Tiglath-Pileser III (745-727 TCN) đã khởi xướng một giai đoạn bành trướng mới của Assyria; Urartu, Ba Tư, Media, Mannea, Babylonia, Arabia, Phoenicia, Israel, Judah, Samaria, Palestine, Nabatea, Chaldea, Cộng hòa Síp], Moab, Edom và Tân-Hittite đã bị chinh phục, Tiglath-Pileser III cũng đã tuyên bố là vua Babylon và đế quốc Assyria kéo dài từ dãy núi Caucasus tới Arabia và từ biển Caspian tới Cộng hòa Síp].
106. Shalmaneser V (726-723 TCN) đã củng cố lại chính quyền Assyria trong thời gian cầm quyền ngắn ngủi của mình, và đã ngăn cản những nỗ lực của người Ai Cập trong việc giành được một chỗ đứng ở khu vực cận đông.
107. Sargon II (722-705 TCN) tiếp đó đã bảo vệ đế quốc, ông đã đánh đuổi người Cimmerian và Scythia từ Iran, nơi mà họ đã xâm chiếm và tấn công Ba Tư, chư hầu của Assyria. Mannea, Cilicia, Cappadocia và Commagene đã bị chinh phục, Urartu bị tàn phá, và Babylon, Aram, Phoenicia, Israel, Arabia, Cyprus, và vị vua Midas nổi tiếng, (vua Phrygia) đã bị buộc phải triều cống.
108. Sennacherib (705-681 TCN), là một vị vua tàn nhẫn, ông đã đánh bại những nỗ lực của người Hy Lạp trong việc giành được một chỗ đứng ở Cilicia, ông cũng chiến thắng và đánh đuổi người Nubia đang cai trị Ai Cập ra khỏi vùng Cận Đông.
109. Esarhaddon (680-669 TCN) đã mở rộng Assyria xa hơn nữa, ông tiến hành chiến dịch tiến sâu vào dãy núi Caucasus ở phía bắc, đánh tan tác hoàn toàn Urartu trong quá trình này. Mệt mỏi từ sự can thiệp của Ai Cập vào Đế quốc Assyria, Esarhaddon đã vượt qua sa mạc Sinai, xâm lược và chinh phục Ai Cập, đánh đuổi người Nubian / Kushite ngoại quốc và các vị vua Ethiopia của nó và hủy diệt đế chế Kushite trong tiến trình này.
110. Ashurbanipal (669-627 TCN), sự thống trị của người Assyria kéo dài từ dãy núi Caucasus ở phía bắc tới Nubia, Ai Cập và Ả Rập ở phía nam, và từ Cyprus và Antioch ở phía tây đến Ba Tư ở phía đông.
111. Ashur-etil-ilani (626 - 623 TCN) và ngay lập tức ông bị vây quanh bởi một loạt các cuộc nội chiến, về sau bị lật đổ
112. Sin-shumu-lishir: 623 - 622 TCN
113. Sin-shar-ishkun: 622 - 612 TCN, con trai của Ashurbanipal
114. Ashur-uballit II: 612 - 609 TCN, bị liên quân Nabopolassar lật đổ